# んだッチ
んだッチは、秋田県の観光PRマスコットキャラクターである。外観は男鹿のなまはげがモチーフになっている。「んだ」は秋田弁で「そうだ」を表す言葉。

## 概要
新しい秋田県のマスコットキャラクターとして、2015年11月24日にデビューした。当時、2004年より使用されてきた「スギッチ」も県のマスコットキャラクターとして存在していたが、著作権上の理由により2017年11月29日に県職員を退職。なお、んだッチのデビュー当初はスギッチの引退は否定されており、スギッチ・んだッチを共存させ、2体を使い分けることとしていた。翌年の2018年4月1日、スギッチに代わりんだッチが県職員に任命され、広報広聴課に配属された。
キャラクターデザインは公募されたもので、2015年8月29日に発表された。発表当時は名前が決まっておらず、「なまはげロボット」という仮称がつけられていた。キャラクターは、男鹿の伝統行事である「なまはげ」をモチーフにした子供型ロボットで、近未来から秋田をPRするためにきたという設定。動きに制限があるスギッチに対して、積極的な動きができるのが特徴。2015年10月11日に横手市で開催された「日本の祭りinあきた」にて着ぐるみとしてデビューした。
「んだッチ」の名前も公募されたもので、3,117件の応募の中から、由利本荘市立尾崎小学校に通う小学2年生の児童の案が採用された。秋田弁で「そうだ」を意味する「んだ」と、前任のスギッチを連想させる「ッチ」が使用されている。名称が発表されるより前の同年7月には、秋田県の新たな観光キャッチコピー「んだ。んだ。秋田。」が発表されており、ここでも「んだ」が使用されている。
名前の「ッチ」はひらがなではなく、カタカナ表記。

## プロフィール
- 役職：あきたPRキャプテン[1]
- 性格：明るく元気で、食いしん坊[1]
- 趣味：握手、ハグをはじめとする「ふれあい」や、みんなと友達になって秋田のいいところを発信すること[1]
- 好物：秋田の米で作られたおにぎり、比内地鶏、秋田牛、きりたんぽ鍋、稲庭うどんなど[10]
- 語尾：「～だッチ」[1]

## 歴史
- 2015年（平成27年）
  - 8月29日：キャラクターデザインを公開[3]。
  - 10月11日：着ぐるみとしてデビュー[7]。
  - 11月24日：名称「んだッチ」を発表[4]。
- 2018年（平成30年）4月1日：スギッチに代わり、県職員に採用[5]。